# Georg Simon Klügel
Georg Simon Klügel, född 19 augusti 1739 i Hamburg, död 4 augusti 1812 i Halle an der Saale, var en tysk matematiker. 
Klügel blev 1766 professor i matematik i Helmstedt och 1787 professor i matematik och fysik i Halle an der Saale. Han är främst känd för Mathematisches Wörterbuch (I–III; 1803–08; avslutad av Mollweide och Grunert 1823–31, av den senare försedd med två supplementband 1833, 1836). Klügel utgav dessutom bland annat Anfangsgründe der Astronomie (1793; femte upplagan 1819).